# Laura Gil Savastano
Laura Gabriela Gil Savastano es una internacionalista, politóloga, periodista, analista de medios, y columnista de opinión nacida en Uruguay y nacionalizada en Colombia. Es experta en temas de derechos humanos, derecho internacional y derecho humanitario. Entre 2022 y 2023 ocupó el cargo de viceministra de asuntos multilaterales del Gobierno de Gustavo Petro. En julio de 2023 se posesionó en el cargo de embajadora de Colombia en Viena, Austria y representante permanente de Colombia ante la Organización de las Naciones Unidas en Viena. En mayo de 2025 fue electa como secretaria general adjunta de la Organización de los Estados Americanos, asumiendo funciones en julio del mismo año.

## Primeros años
Laura Gil nació en Montevideo, Uruguay de donde partió cuando tenía 15 años. Estudió en Saint John’s College y realizó un máster en Leyes y Diplomacia en la Escuela de Derecho y Diplomacia Fletcher en Medford (Massachusetts).
En el año 1993 llegó a Colombia cuando tenía 27 años de edad, tras haber vivido en Estados Unidos y Haití, país donde conoció a un colombiano con el que contrajo matrimonio cuando trabajaba para las Naciones Unidas. Decidió vivir en Colombia donde tuvo un hijo. Ha sido consultora de organismos internacionales como Naciones Unidas y la Organización de Estados Americanos. Fue profesora de la Universidad Externado de la Facultad de Finanzas, Gobierno y Relaciones Internacionales.

## Trayectoria en medios de comunicación

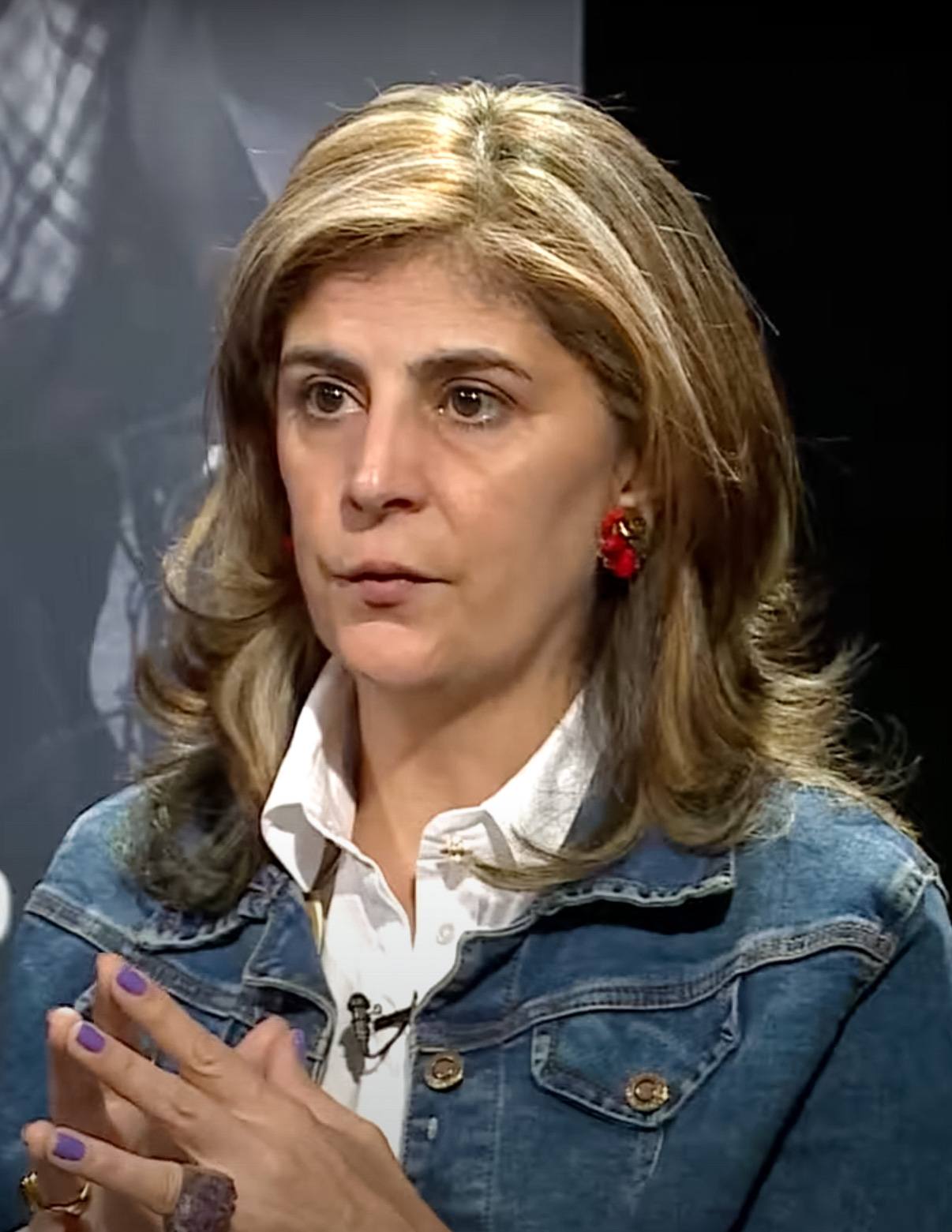
Laura Gil como panelista de opinión en 2018.

Laura Gil es reconocida por su participación como consultora, panelista y columnista de opinión en diferentes medios de comunicación a nivel nacional en Colombia. Participó como panelista del programa radial de opinión Hora 20 de Caracol Radio durante varios años, particularmente en los debates relacionados con temas internacionales que solían hacerse la noche del viernes. En 2012 fue contratada para ser parte del panel del programa Mañanas Blu de la recién creada emisora Blu Radio de propiedad de Caracol Televisión; en agosto de 2013 dejó saber en privado su malestar por el trato agresivo que recibía por parte del otro panelista Felipe Zuleta Lleras, situación que fue expuesta al aire por el director Néstor Morales lo que causó su renuncia en vivo. Entre 2012 y 2015 condujo el programa «Hashtag Internacional» en el Canal Capital de Bogotá.
En enero de 2019, Gil anunció en su cuenta de, la entonces, Twitter que no escribiría más la columna de opinión semanal en el diario El Tiempo, que había escrito por varios años y por la que había recibido premios y reconocimientos. Aunque no se conoció la razón cierta de su retiro, se rumoró que fue debido a la última columna que escribió titulada «El Fiscal» en referencia al fiscal general de la época, Néstor Humberto Martínez en la cual Laura Gil cuestionaba el actuar de este alrededor del Caso Odebrecht. Se conocía que Martínez Neira había sido el representante legal del empresario Luis Carlos Sarmiento Angulo propietario del diario El Tiempo y mantenía una estrecha relación con este y su familia.
Ese mismo año, Laura inauguró el portal La Línea del Medio, del que fue directora y con el que buscaba impulsar periodismo de opinión independiente de tendencia centrista y con la intención de promover los diálogos de paz entre el gobierno colombiano y las FARC-EP.
A inicios de 2022 se vinculó como columnista de opinión en la recién refundada Revista Cambio.

## Participación política
Durante varios años Gil ha manifestado su respaldo a candidatos del llamado centro político en particular del Partido Alianza Verde, la Coalición de la Esperanza y la Coalición Centro Esperanza como, Juan Fernando Cristo, Guillermo Rivera y Humberto de la Calle, si bien tanto en las elecciones presidenciales de 2018 como en las de 2022 anunció su voto por Gustavo Petro en segunda vuelta una vez fueron derrotados los candidatos centristas.

### Vicecanciller

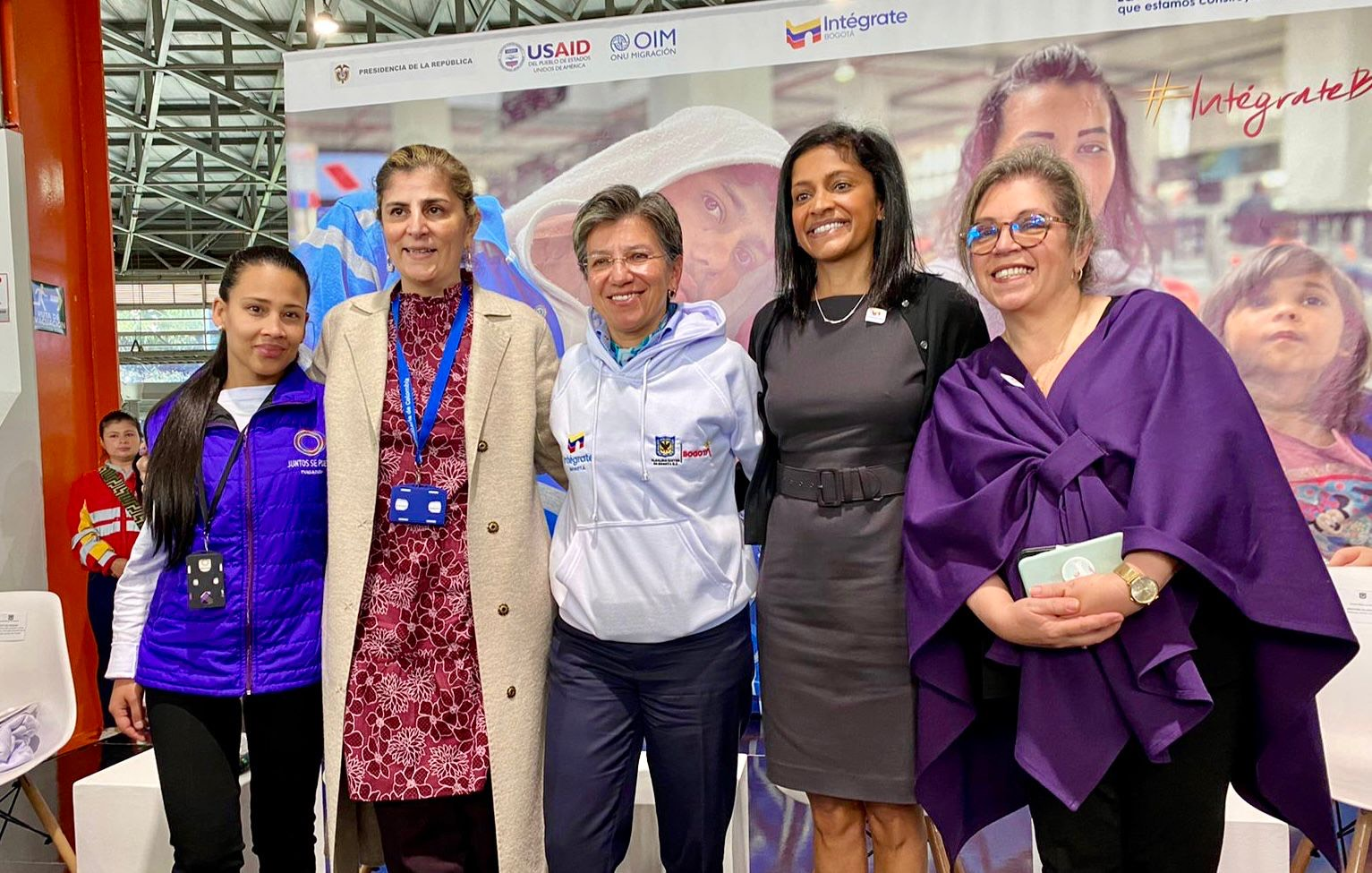
Laura Gil durante el desempeño de su cargo como viceministra en 2022.

En el año 2022 fue designada por el recién electo presidente Gustavo Petro para hacer parte del equipo de empalme con el gobierno saliente en el área de relaciones exteriores. Una vez posesionado el gobierno, el presidente Petro anunció que Laura Gil sería vicecanciller de asuntos multilaterales. Juró su cargo ante el canciller Álvaro Leyva en el mes de agosto.
Como vicecanciller, Laura Gil se destacó por su trabajo en favor de las mujeres, colectivos LGBTIQ+ y pueblos afro e indígenas. Durante su discurso en la 52.ª Asamblea General de la OEA en octubre de 2022, fue ovacionada por buena parte del público al pronunciarse sobre la importancia de dichos temas. También se destacó en su discurso ante Comisión de Estupefacientes de las Naciones Unidas donde planteó la despenalización de la hoja de coca y destacó el fracaso de la llamada guerra contra las drogas invitando a los países a replantear dicha estrategia.
Laura Gil renunció en marzo de 2023 debido a diferencias con el ministro Álvaro Leyva. Dicho anuncio causó malestar en algunos colectivos feministas y LGBTI que vieron su salida como «un gran error».

### Embajadora

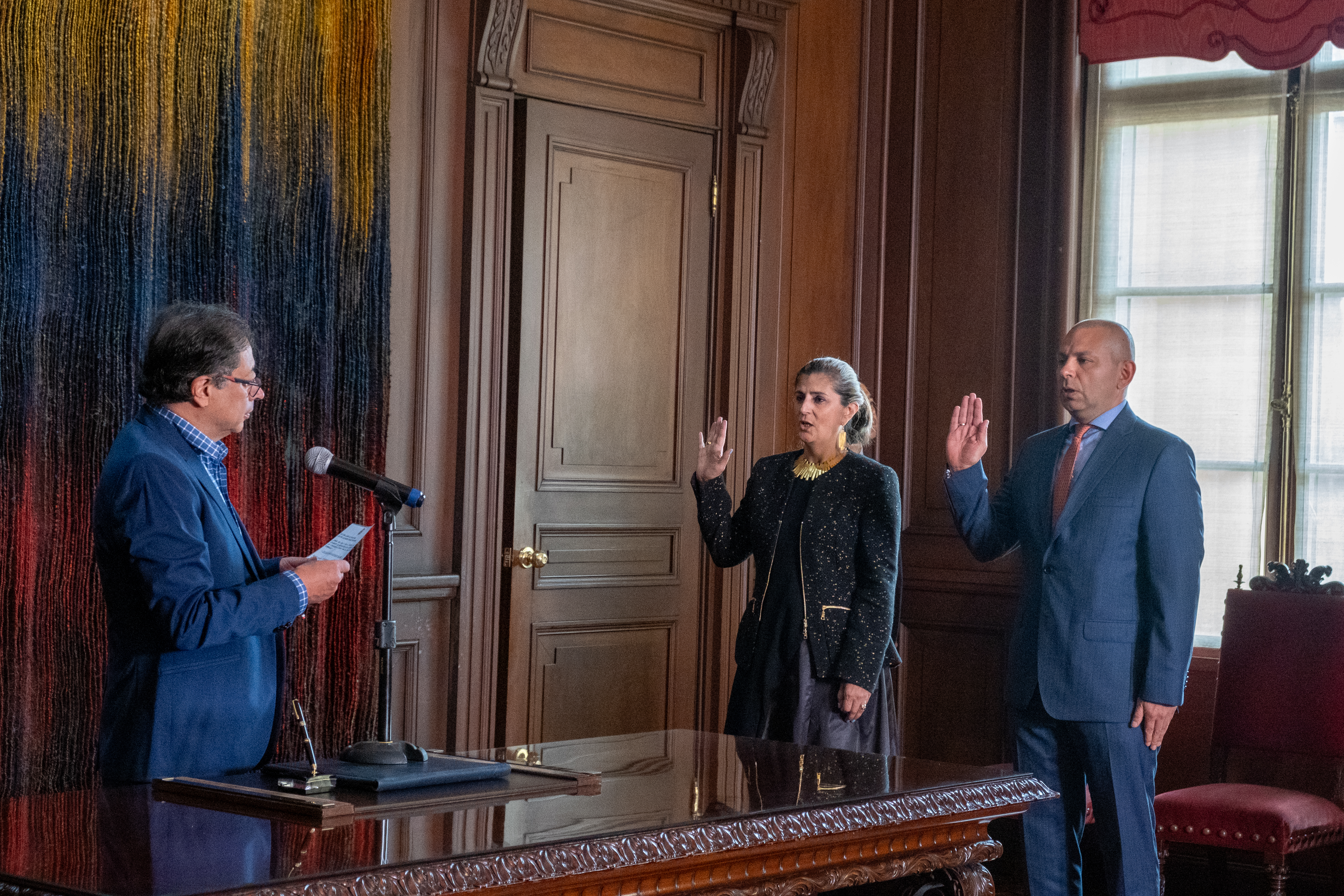
Laura Gil tomando juramento de su cargo como embajadora en 2023 ante el presidente Petro

Laura Gil continuó siendo parte del gobierno Petro como embajadora en Austria y embajadora no residente para Croacia, República Checa y Eslovaquia posesionándose el 4 de julio de 2023, a su vez asumió el cargo de representante permanente de Colombia  ante la Organización de las Naciones Unidas en Viena. En marzo de 2024 se destacó su labor en ese cargo para lograr la ruptura del llamado Consenso de Viena sobre la política antidrogas. Según Gil el trabajo de la delegación de Colombia fue fundamental para lograr cambiar el camino de la política global de drogas.

## Secretaria general adjunta de la OEA
En mayo de 2025, Laura Gil fue electa en el cargo de Secretaria general adjunta de la Organización de los Estados Americanos, siendo la primera vez que se elige a una mujer para ocupar el segundo cargo más importante de la organización interamericana en sus más de setenta años de historia.
Laura Gil, se desempeñará en el cargo desde el 2025 hasta el 2030.

## Reconocimientos
Laura Gil ha recibido varias distinciones como Draper Hills Fellow 2015 de Stanford University, el Premio Nacional Círculo de Periodistas de Bogotá (CPB) 2014, por una serie de columnas que publicó acerca del fallo de la Corte Internacional de Justicia sobre el litigio marítimo entre Colombia y Nicaragua. También recibió la Medalla Ley y Democracia de la Sociedad Colombiana de Prensa en 2015 y el Premio Álvaro Gómez Hurtado en 2017 por mejor columna de opinión sobre Bogotá. En el año 2019 recibió el Premio Nacional de Periodismo Simón Bolívar de opinión por el podcast sobre Venezuela.